# Neo Geo Pocket Color

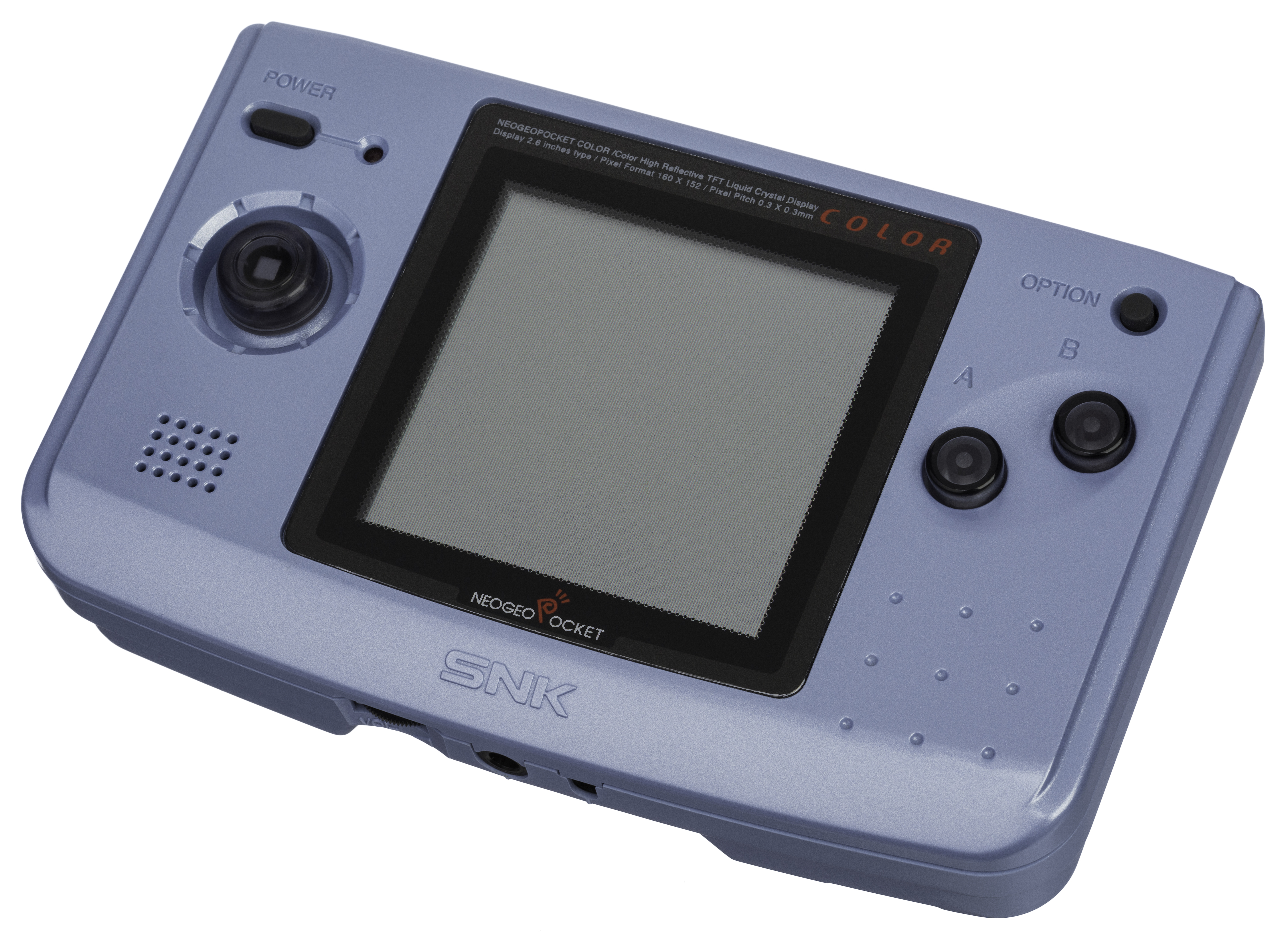
Neo Geo Pocket Color

Neo Geo Pocket Color（簡稱NGPC）是一款由SNK制造的16位彩色掌上遊戲機。本游戏机为Neo Geo Pocket继任机种，于1999年3月19日在日本發行，于8月6日在北美地区发行，10月1日在欧洲发行。
本游戏机在日本和北美发行之初取的较好的销售记录 ，但随后销量便下降。